# Neophyllaphis brimblecombei
Neophyllaphis brimblecombei  (лат.) — вид архаичных тлей рода Neophyllaphis из подсемейства Neophyllaphidinae.

## Описание
Мелкие насекомые, длина 1,4—2,1 мм. Тело кремово-серого цвета. Усики 6-члениковые, короче, чем тело. Монофаги, питаются на молодых хвойных растениях  
Podocarpus elatus (Квинсленд, Австралия) и на Podocarpus chinensis и  Podocarpus macrophyllus в Гонконге, на эвкалипте Eucalyptus robusta (Китай) (Martin & Lau 2011).
Диплоидный набор хромосом  2n=26 (Hales & Lardner 1988).